# Groupe libre
Ne doit pas être confondu avec Groupe abélien libre.
En théorie des groupes, le groupe libre sur un ensemble S est le groupe F contenant S et caractérisé par la propriété universelle suivante : pour tout groupe G et toute application f : S → G, il existe un unique morphisme de groupes de F dans G prolongeant f.
Soit encore, un groupe G est dit libre sur un sous-ensemble S de G si chaque élément de G s'écrit de façon unique comme produit réduit d'éléments de S et d'inverses d'éléments de S (réduit signifiant : sans occurrence d'un sous-produit de la forme x.x−1). Un tel groupe est unique à isomorphisme près ce qui justifie le qualificatif le dans la définition. En général, on le notera FS ou L(S). Intuitivement, FS est le groupe engendré par S, sans relations entre les éléments de S autres que celles imposées par la structure de groupe.

## Histoire
Walther von Dyck étudie en 1882 le concept de groupe libre, sans y donner de nom, dans son article Gruppentheoretische Studien (Études en théorie des groupes) publié dans Mathematische Annalen. Le terme de groupe libre a été introduit en 1924 par Jakob Nielsen, qui a défini des transformations qui engendrent le groupe d'automorphismes de ce groupe (en).

## Construction
Soit S' un ensemble équipotent à S et disjoint de S, muni d’une bijection de S vers S'. Pour chaque élément s de S, on note s' l'élément correspondant dans S'.
Notons M l'ensemble des mots sur la réunion de S et de S', c'est-à-dire les chaînes finies de caractères constituées d'éléments de S et de S'. Deux telles chaînes seront dites équivalentes si on peut passer de l'une à l'autre en enlevant ou en rajoutant, en n'importe quelle position, des chaînes de la forme ss' ou s's. Ceci définit une relation d'équivalence R sur M. On définit FS comme l'ensemble des classes d'équivalence modulo R. On identifie chaque élément s de S avec sa classe dans FS pour avoir l’inclusion S ⊂ FS.
La concaténation de deux mots définit une loi sur M préservée par l'équivalence. Par passage au quotient, on obtient une loi de groupe sur FS. L'élément neutre est la classe du mot vide, et l'inverse de la classe de s1s2…sn est la classe de s'n…s'2s'1, et toute classe contient un représentant canonique, de longueur minimale : un mot « réduit », c'est-à-dire ne contenant aucun sous-mot de la forme ss' ou s's.
Vérification de la propriété universelle : Si {\displaystyle G} est un groupe, toute application  ensembliste {\displaystyle f:S\to G} se prolonge en un morphisme de monoïdes {\displaystyle \varphi :M\to G} tel que  {\displaystyle \varphi (s)=f(s)} et   {\displaystyle \varphi (s')=} {\displaystyle f(s)^{-1}}. Ce morphisme est constant sur les classes d'équivalence, et induit donc un morphisme de groupes {\displaystyle \varphi :F_{S}\to G} qui prolonge {\displaystyle f}. De plus, {\displaystyle \varphi } est l'unique morphisme de groupes {\displaystyle F_{S}\to G} qui prolonge {\displaystyle f} car tout élément de {\displaystyle F_{S}} peut s'écrire comme la classe d'un mot.

## Premières propriétés
- Si S et T ont même cardinalité, alors FS et FT sont isomorphes (par fonctorialité de S ↦ FS). Réciproquement, si FS et FT sont isomorphes, on peut montrer que S et T ont même cardinal (le cardinal de S est en fait le rang du groupe FS). D’ailleurs si S est infini, FS a le même cardinal que S, et que S soit fini ou pas, l'ensemble des morphismes de FS dans ℤ/2ℤ a même cardinal que l'ensemble des parties de S.
- Tout groupe engendré par une partie S est un quotient du groupe libre FS sur S. En particulier, n’importe quel groupe est le quotient d'un groupe libre, d’où la notion de présentation d'un groupe (par générateurs et relations).
- Le foncteur objet libre qui à tout ensemble S associe le groupe libre FS est l'adjoint à gauche du foncteur d'oubli, de la catégorie des groupes dans celle des ensembles.
- Si S est de cardinal supérieur ou égal à deux alors FS est non commutatif. En effet, pour tous x, y ∈ S distincts, xy ≠ yx par unicité de l'écriture.
- Dans la catégorie des groupes, les objets projectifs sont les groupes libres[1].

## Exemples
- Le groupe libre sur l'ensemble vide est le groupe trivial, et le groupe libre sur un singleton est isomorphe à ℤ.
- Soit n un entier naturel. Le groupe fondamental du plan privé de n points est un groupe libre sur un ensemble de cardinal n.

## Sous-groupes d'un groupe libre
- D'après le théorème de Nielsen-Schreier, tout sous-groupe d'un groupe libre FS est un groupe libre FT, mais le cardinal de T n'est pas nécessairement inférieur ou égal à celui de S. Par exemple, dans le groupe libre F{a, b} à deux générateurs, le sous-groupe engendré par les anba–n (pour tous les entiers n) n’admet aucun système fini de générateurs : c'est un groupe libre sur une infinité dénombrable de générateurs.
- Le groupe dérivé de F{a, b} est lui aussi un groupe libre sur une infinité dénombrable de générateurs : les commutateurs [am, bn] pour tous les entiers m, n non nuls.

Ainsi, même pour les sous-groupes distingués, on n’a pas d’analogue non abélien du résultat suivant : tout sous-groupe d'un groupe abélien libre est un groupe abélien libre dont le rang est un cardinal inférieur ou égal au rang du groupe.